# 姫森ルーナ
姫森 ルーナ（ひめもり るーな、英: Himemori Luna、中: 姬森 璐娜）は、日本のバーチャルYouTuber、バーチャルアイドル。ホロライブ4期生のメンバー。配信では、ゲーム実況や歌の他、エレクトーンの演奏も行っている。

## 概要
誕生日は10月10日。身長140センチ。愛称は、姫様、ルーナ姫、ルーナたん、姫。自称0歳。挨拶は「みんな～、おりゅ～？ ホロライブ4期生、姫森ルーナなのら〜」など。「なのら〜」「んな〜」という口癖が特徴。
キャラクターデザインはかんざきひろ、Live2DはDate、Live2D Ver.2.0はJujube、3Dモデルは八剣が担当。
ファンの愛称は「ルーナイト」。

## 略歴
- 2019年
  - 12月25日、名前とデザインが公表された[11]。

- 2020年
  - 1月1日、常闇トワと同時にTwitterでの活動を開始（天音かなた、桐生ココ、角巻わためは、デザインお披露目と同時に先行デビュー済み）。
  - 1月4日、YouTubeにてデビュー配信を実施[11]。4期生の中では最後のデビューとなった。
  - 3月28日、YouTubeのチャンネル登録者数が10万人を突破[12]。
  - 7月19日、3Dモデルお披露目配信を実施[13]。

- 2021年
  - 1月1日、お正月衣装お披露目配信を実施[14]。
  - 5月29日、新衣装お披露目配信を実施[15]。

- 2022年
  - 7月23日、新衣装お披露目配信を実施[16]。

- 2024年
  - 4月2日、チャンネル登録者数100万人を達成した[17]。

## 主な出演

### ライブ・イベント
- VARK Presents. hololive Virtual LIVE series in VARK『Cinderella switch ～ふたりでみるホロライブ～』vol.4（2021年3月27日、VARKS）[18]
- Blue Journey 1st Live「夜明けのうた」（2023年9月13日、東京ガーデンシアター）[19]
- hololive GAMERS fes. 超超超超ゲーマーズ2（2025年7月5日・6日、さいたまスーパーアリーナ）- DAY1 ゲスト出演[20]

#### ホロライブ全体ライブ
- 「hololive 2nd fes. Beyond the Stage Supported By Bushiroad」（2020年12月21日 - 12月22日、ニコニコ生放送・SPWN）[21]
- 「hololive 3rd fes. Link Your Wish Supported By ヴァイスシュヴァルツ」DAY1（2022年3月19日、幕張メッセ）[22]
- 「hololive 4th fes. Our Bright Parade Supported By Bushiroad」DAY1（2023年3月18日、幕張メッセ）[23]
- 「hololive 5th fes. Capture the Moment Supported By Bushiroad」（2024年3月16日 - 3月17日、幕張メッセ）[24][25]
- 「hololive 6th fes. Color Rise Harmony」DAY1（2025年3月8日、幕張メッセ）[26][27][28]

### インターネット番組
- ホロライブミステリー劇場2 『呪説 堕トシモノ』 マーダーミステリー・ザ・Ｖ（2021年8月27日、ニコニコ生放送）[29]
- 幽☆遊☆白書 100%本気(マジ)バトル（2021年9月1日、YouTube）[30]

### テレビCM
- 日清食品 日清カレーメシCM「カレーメシ・イン・ミラクル 篇」（2021年7月11日）[31]

## タイアップ
- ファミリーマート（2021年8月3日 - 8月16日） - ホロマート第4弾となる「ホロマート vol.4 放課後ホロマート」を実施[32]
- ヤマハミュージックジャパン（2022年3月10日） - スペシャルサイトや、クリアファイルがもらえる店頭キャンペーンを展開[33]
  - 2023年3月、エレクトーン「ELC-02」をベースにした、エレクトーン「LUNA」が完成した[34]。
- 極楽湯およびRAKU SPAとのコラボ第2弾「フロライフ」が開催された（2023年3月24日 - 4月23日）[35]。
- 「ホロライブ神田祭2023」（2023年5月） - 神田祭、アトレ秋葉原とのコラボイベント[36]。

## ディスコグラフィ
○出典：hololive（ホロライブ）公式サイト

### 姫森ルーナ
| 発売日         | タイトル                     | 品番     | 出典   |
| -------------- | ---------------------------- | -------- | ------ |
| 2022年1月30日  | 絶対忠誠♡なのなのら！        | CVRD-124 | [ 37 ] |
| 2022年10月11日 | ぐるぐる＠まわる＠まわルーナ | CVRD-223 | [ 38 ] |
| 2023年10月11日 | まんなかちてん               | CVRD-338 | [ 39 ] |
| 2024年10月11日 | 守護ってルーナイト           | CVRD-484 | [ 40 ] |

### 魔法少女ホロウィッチ！
| 発売日        | タイトル              | 品番     | 出典   |
| ------------- | --------------------- | -------- | ------ |
| 2024年5月31日 | はじまりの魔法-charm- | CVRD-428 | [ 41 ] |
| 2024年8月25日 | On your side          | CVRD-460 | [ 42 ] |

### hololive IDOL PROJECT
| 発売日        | タイトル                                            | 品番     | 出典   |
| ------------- | --------------------------------------------------- | -------- | ------ |
| 2022年8月19日 | 飛んでK！ホロライブサマー                           | CVRD-199 | [ 43 ] |
| 2022年8月26日 | Sparklers                                           | CVRD-202 | [ 44 ] |
| 2024年3月15日 | ホロライブ言えるかな？hololive SUPER EXPO 2024 ver. | CVRD-406 | [ 45 ] |

### その他の参加作品
| 発売日        | タイトル                            | アーティスト                                                              | 品番       | 出典          |
| ------------- | ----------------------------------- | ------------------------------------------------------------------------- | ---------- | ------------- |
| 2021年6月25日 | キセキ結び                          | ホロライブ4期生（天音かなた、桐生ココ、角巻わため、常闇トワ、姫森ルーナ） | CVRD-049   | [ 46 ] [ 47 ] |
| 2024年2月7日  | 水たまり                            | Blue Journey                                                              | UPCH-89552 | [ 48 ]        |
| 2024年2月8日  | 地獄で会おうぜ！ スバちょこるなたん | スバちょこるなたん（癒月ちょこ＆大空スバル＆姫森ルーナ＆獅白ぼたん）      | CVRD-373   | [ 49 ]        |

| 発売日        | タイトル                     | アーティスト          | 品番       | 出典   |
| ------------- | ---------------------------- | --------------------- | ---------- | ------ |
| 2023年9月6日  | 夜明けのうた                 | Blue Journey          | UPCH-20658 | [ 50 ] |
| 2024年2月27日 | ほろはにヶ丘高校 -Originals- | hololive × HoneyWorks | HLP-10003  | [ 51 ] |